# 班·林德
班傑明·歐内斯特·“班”·林德（英語：Benjamin Ernest "Ben" Linder，1959年7月7日—1987年4月28日）是一名美國籍工程師、國際主義者，1987年在尼加拉瓜遭到美國支持的反政府組織刺殺而聞名。
林德出生自加州舊金山的猶太教家庭，1983年取得華盛頓大學機械工程學位，在大學期間熱愛雜耍，也參與社會運動。畢業後搬至尼國首都馬納瓜，在尼加拉瓜能源研究院工作。1986年又遷至屬於戰區的村莊埃爾庫阿，和村民一同興建水力發電廠，為當地提供電力。參與工程之餘，林德也會出席當地的各項活動，頗受居民的歡迎。
1987年4月林德和同事在尼加拉瓜北部農村興建水力發電廠時，遭到美國資助的反政府組織康特拉伏擊殺害，事件中喪生的還有兩名尼加拉瓜工人。由於林德是第一位遭到康特拉刺殺的美國公民，他的死成了世界各地新聞的頭版頭條，並加劇了美國國內對政府援助康特拉意見的兩極化，最終導致國會在1989年拒絕續簽對康特拉的援助。而到目前為止，林德仍是唯一一位遭到康特拉殺害的美國公民。

## 早年經歷

### 家庭背景
林德出生於加利福尼亞州舊金山一个猶太教世俗派家庭中，父親大衛（David Linder，?~1999）是位病理學博士，曾在舊金山兒童醫院執業、俄勒岡醫科大學教書；母親伊莉莎白（Elisabeth Linder，1926～？）則是國際婦女和平與自由聯盟成員。林德夫婦共育有三位兒女，班排行老么。林德夫婦本身熱衷政治，曾參與反越戰等社會運動，飯桌上討論的也都是國內外的政治議題，在耳濡目染下，林德也對國際局勢感到好奇。他自幼就喜歡修修補補，13歲時曾自行重組電話，也偷接過電話線打免費的長途電話，令他的父母印象深刻。

### 大學期間

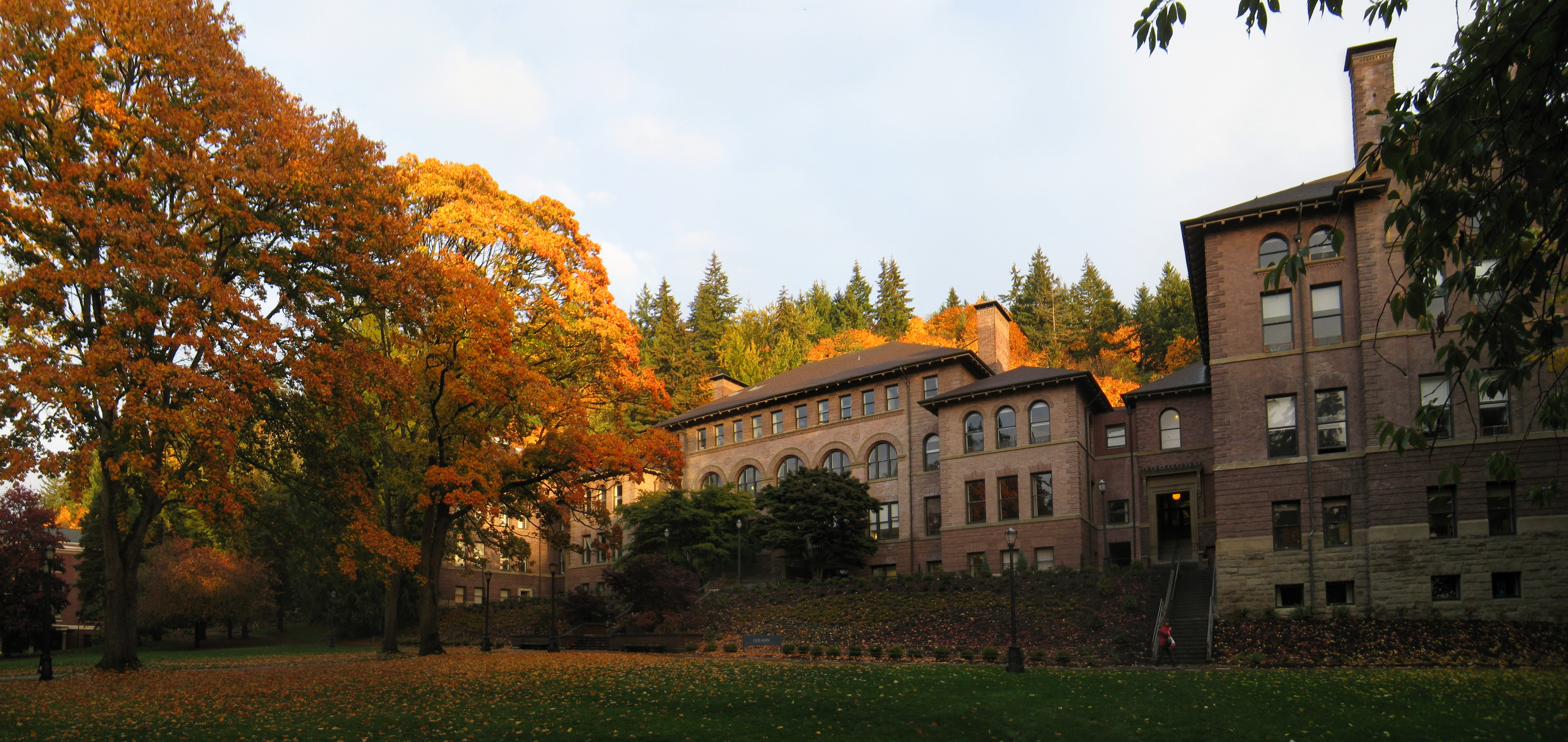
林德所就讀的華盛頓大學位於華盛頓州第一大城西雅圖市，是美國著名的公立研究型大學。

爾後舉家遷至俄勒岡州波特蘭，他1977年畢業於波特蘭市的亞當斯高中，並進入華盛頓大學就讀。大學求學期間，一次和平示威的表演使林德熱愛上雜耍，經常在西雅圖附近練習獨輪車和表演。他對小型機械和配件極感興趣，也研究過核能相關知識，還因參與抗議興建特洛伊核電廠的靜坐示威而被捕。他於1983年取得機械工程學位而畢業。同年夏天，他離開了俄勒岡州的家，搬到了尼加拉瓜的首都馬納瓜，為了在當地溝通無礙，他在一年前遊歷哥斯大黎加時學習了西班牙語。

## 落腳尼加拉瓜
受到1979年桑地諾革命的鼓舞，林德決定支持桑定民族解放陣線（FSLN，簡稱桑解陣）並前往以改善該國貧困人民的生活。然而桑解陣信奉社會主義，且接受蘇聯援助，時任美國總統的雷根決心推翻該政府，扶植反政府軍隊。從1981年開始，中央情報局秘密訓練、武裝供應數千名康特拉軍隊。反對派其中一個重要的戰略是對政府的合作社、診所和發電站等基礎設施發動攻擊，以摧毀革命所帶來的建設。
1983年8月，林德抵達馬納瓜，進入尼加拉瓜能源研究院（The Nicaraguan Energy Institute，簡稱INE）工作，並研究地熱發電，由於政府的官僚作風，他在12月才被指派負責水力發電工程，為北部的一個城鎮建造一座100千瓦的水電站，這項計畫由見證和平所資助。1984年初林德從馬納瓜搬到列為戰區的村莊埃爾庫阿 ，該地飽受原尼加拉瓜國民警衛隊（康特拉分支）和政府軍交戰之苦。和尼國大多數地區一樣，埃爾庫阿嚴重缺乏電力，僅有少數人家使用柴油發電機。在那裡他協助組建了一个團隊，建造了一座水力發電站，為該鎮提供電力。在埃爾庫阿居住期間，醫療團隊正進行替兒童接種疫苗的活動，對當地人來說預防醫學是極為新穎的觀念，因此本德利用自己的小丑、雜耍和獨輪車等才能吸引孩童們前去接種，並時常表演取樂、給予關懷。1986年5月1日，埃爾庫阿的第一座水電站完工，這是林德所完成的第一個計畫，也是當地居民第一次能共同享受到電力的便利。

## 逝世

### 徵兆
1986年初，一名負責水電站計畫同事的胞妹被康特拉拘留，逃脫後表示所有參與計劃的人被游擊隊列在暗殺名單上，至此林德外出都會攜帶槍枝以策安全。
在1987年初，伊朗門事件醜聞促使國會組成調查委員會，擔心資金可能因此中斷，康特拉決定發動更多攻擊，試圖向雷根政府證明他們是一支可用的戰力。埃爾庫阿和博凱地區的游擊攻擊也有所增加，據稱該地區在一個月內所發生的戰鬥高達88次。
1987年3月24日午夜時分，也就是林德去世前一個多月，康特拉計畫襲擊他在埃爾庫阿興建的水力發電廠。剛好，林德的摯友兼電廠操作員奧斯卡·布蘭多恩（Oscar Blando'n）在夜襲發動時，迅速的將發電機關閉並熄燈，使電廠不易被發現而免於破壞。接下來兩週，接連幾位朋友慘遭殺害。林德也曾在家書中提到自己可能會遭遇不測，但他希望盡可能不要發生。

### 遇襲身亡
1987年4月28日，林德和六名尼加拉瓜同事在穿越森林為附近的村莊聖何塞德博凱勘查新水壩的建地與河流時，被康特拉所發動的襲擊中喪生，同行的兩名尼加拉瓜人——塞爾吉奥·埃爾南德斯 (Sergio Hernández) 和巴勃羅·羅薩萊斯 (Pablo Rosales)也在近距離被槍殺，另有一人受傷。據倖存者的描述，當時他們位在距離鎮上約一英里的一條小溪旁進行測量，林德正坐著寫筆記，冷不防躲在樹叢後的游擊隊發起了伏擊。驗屍顯示林德被手榴弹炸傷、手部被自動步槍子彈擊中，且頭部被近距離射擊。
林德並非第一位在尼國遭康特拉殺害的外國人，此前已有九位外籍志願工作者遭逢不測，不過林德是首位遇害美國公民。

### 身後
4月28日事發當天下午，遠在美國的許多人便從收音機得知噩耗。隔天29日晚上，曾與林德合作的波特蘭中美洲團結協會（PCASA)等團體在波特蘭市中心的特里施倫克廣場舉辦守靈，有超過1500人齊聚向他致敬。
1987年4月30日，林德被安葬在北部城市馬塔加爾帕。超過1000人參加了葬禮，林德的家人、大學同學和朋友們也紛紛從加州飛抵當地，隨著送葬隊伍經過，許多人排在街道兩旁默哀。參加喪禮的還有時任尼加拉瓜總統丹尼爾·奧蒂嘉、外交部長米格爾·德斯科多和桑地諾文化工作者協會的負責人。抵達墓園後，奧嘉蒂親自頒贈José Benito Escobar勳章，感謝林德對尼國經濟發展的貢獻，並說：「他（林德）並沒有攜帶武器或錢財，而是滿載夢想，抵達尼加拉瓜。這些夢想展現了北美民眾的道德觀遠高過雷根政府違法的政策。」林德去世一周後，一群和平雜耍者在尼加拉瓜的學校、營區、合作社、村莊和街道上進行表演，表揚他的生活和工作。他們同時被受邀與其他活動家一起参加和平游行，前往他工作的城鎮並製作了紀錄片。 
1988年林德被IEEE-SSIT追授公共利益傑出服務獎，1992年9月26日被和平修道院追授良心勇氣獎。
1996年7月，美國記者保羅·伯曼在《紐約客》上發表了一篇文章，採訪了一名自稱殺死林德的男子。 林德的父母和他們的律師公開譴責這篇文章，並質疑受訪者的真實性。

## 爭議

### 死亡說法
起初關於林德是如何死的，存在相互矛盾的說法。尼加拉瓜的政府發言人宣稱林德是在辦公室被人處決，後來外交部長則表示林德遭人綁架後殺害，一位跟倖存者有相關連繫的美國私人社福機構主管則說林的是在勘查水壩時遭手榴彈和槍枝攻擊喪命。29日晚間尼國政府正式宣布林德在北部農村一帶興建水電站時被叛軍襲擊而亡。
後康特拉發出聲明，指稱林德和他的同事當時身穿桑地諾的服裝並配有武器，因此被誤認為是巡邏隊，雙方交火後林德中彈身亡，並且否認是在近距離射擊。美國駐宏都拉斯大使館也詢問了叛軍的目擊者，他們稱共擊斃了五名桑地諾民兵（包含林德），而叛軍也有兩人陣亡，不過沒有提到是否為近距離射擊。有些叛軍支持者以此為論，懷疑林德是越過了叛軍的界線才擦槍走火。不久一名在馬塔加爾帕工作、見過林德遺體的護士投書《華盛頓郵報》反駁了上述說法，並陳述在戰區攜帶武器是人人保衛自己的方式。紐約州的法醫主任麥可·巴登也表示射擊頭部時槍口不超過一英吋。

### 美國資助康特拉

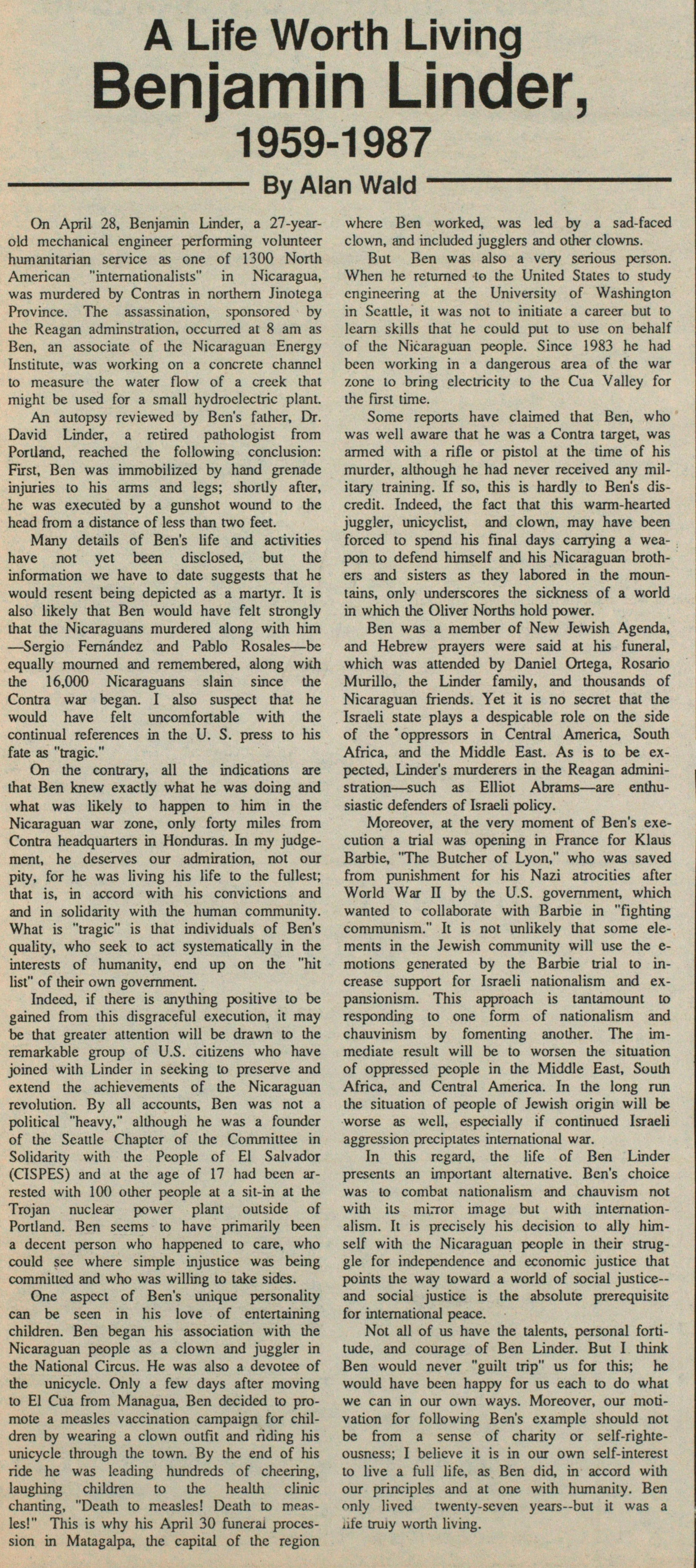
有關班傑明林德的新聞報導

林德之死迅速激起了美國國内本已兩極化的辯論，該政策的反對者抨擊政府用納稅人的錢資助殺害一名美國公民和數千名尼加拉瓜平民。兒子在尼加拉瓜與林德一同工作的聖公會紐約教區主教保羅·摩爾感到非常憤怒。數位眾議員去函國務卿喬治·普拉特·舒爾茨要求展開調查，俄勒岡州的共和黨籍參議員馬克·哈特菲爾德也表示：「林德是戰爭的受害者，而美國必須為此負起重大的責任」
雷根政府隨即反擊， 《紐約時報》援引白宮發言人馬林·菲茨沃特的話：在尼加拉瓜工作的美國公民「讓自己處於險境之中」。助理國務卿埃利奥特·艾布拉姆斯也認同此觀點，稱林德應該很清楚自己身處戰區。

母親伊莉莎白則在尼加拉瓜兒子的葬禮上說道：
我的兒子在尼加拉瓜北部為一些窮苦老百姓提供電力給而被殘忍殺害。他被謀殺是因為他有一个夢想並且有勇氣實現這個夢想。⋯⋯班在他抵達這裡的第一年告訴我：『在一個政府體恤民情、替所有人民服務的國家工作，是一種美妙的感覺。』
在1987年5月的國會聽證會上，一些對該政策的擁護者做出回應，也向林德的家人和其他證人展開人身攻擊。鄉村之聲報導了佛羅里達州共和黨籍眾議員康尼馬克和伊莉莎白林德之間的一次交談，後者剛就她兒子的工作和動機作出了疑似情緒性的證詞。馬克指責她利用喪子的悲痛「將這個情況政治化」，並補充說， 「我不想對您嚴厲，但我認為您這是自找的。」伊莉莎白隨後答道：「這是你說過最殘忍的話！」
8月1日，正在展開競選活動的副總統老布希，遇上了林德的哥哥約翰，隨即進行了一場戲劇性的交流。約翰指責政府並未對林德的死向康特拉組織表達抗議，布希則表示許多新聞報導林德當時持著AK-47步槍、身著桑地諾的制服，事情並沒有那麼單純。布希接著又說：「美國政府的政策是支持康特拉，這你也明白。我很肯定你的弟弟出自良心幫助人民，但另一方面，他也幫助了那些掌控尼國政權的人，他為此做出了抉擇。不過當然，我替每位美國人民的死表達哀悼。」
1988年，林德的家人在憲法權利中心支持下起訴一群位在邁阿密的反對派首領過失致死，要求賠償金5000萬美元。1990年9月18日，邁阿密地方聯邦法院駁回這項控訴。後續又對中情局、聯邦調查局、國防部提出訴訟，上訴到美國哥倫比亞特區聯邦巡迴上訴法院，悉數皆以「政治問題」為由，遭到駁回。

## 影響
在國會聽證會展開調查伊朗門事件之際，林德之死引發了各界關於尼加拉瓜秘密戰爭的辯論。1989年，國會拒絕續簽向反對派的援助，康特拉在援助減少下逐漸式微，1990年代後幾乎沒有活動。然而，1980年代中期的內戰、徵兵、經濟崩盤以及公民自由縮退等理由，導致FSLN政府在1990年2月的議會選舉敗下陣來。

## 紀念

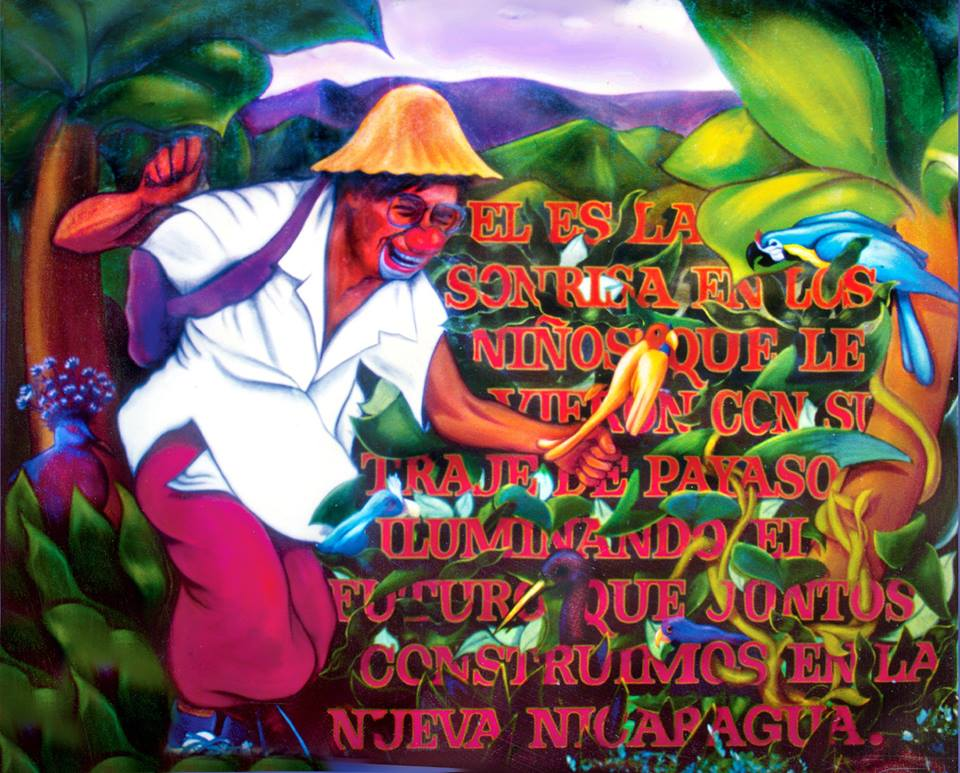
班·林德的壁畫

1987年，  史汀以專輯《......Nothing like the sun》中的歌曲「Fragile」向林德致敬，林德兒時的鄰居、著名作家娥蘇拉·勒瑰恩也寫一首詩〈The Vigil for Ben Linder〉緬懷他，這首詩在1987年在國際婦女和平與自由聯盟的封面首次亮相，並於1994年詩集中《Going Out With Peacocks and Other Poems》中重印 。 
1989 年，美國藝術家麥克·阿勒維茨在尼加拉瓜的埃斯特利為林德製作了一幅壁畫。 歌手兼詞曲作者迪恩史蒂文斯在他 1989 年的CD「種子」中錄製了「Children know Ben」。1990年，芭芭拉·金索沃所著的小說《Animal Dreams》也向林德表達敬意，萊昂的Ben Linder咖啡館（現已關閉）也以他的照片和對他一生工作的回憶作為裝飾。 接近馬納瓜市中心的旅館Casa Benjamin Linder，則是這位早逝工程師在首都的故居，這塊地在1988年由一群美國公民買下，作為每週四號召前往美國大使館抗議、聲援尼加拉瓜改革的聚集場所，內戰結束後改建為旅館，同時延續過往的精神，於週四辦理教育講座。1989國際商會在密西根州安娜堡收購一棟房屋作為合作公寓，並以林德為名。
1992起，波特蘭雜耍節每年都會頒發「班·林德激勵紀念獎」表彰當年度的一個雜耍組織或表演者。而林德的母校華盛頓大學也設有「班·林德捐贈基金」，主要支持在中美洲的研究。
林德死後，當地居民和好友接手興建位在博凱的水力發電站，水電站1994年竣工，並命名為「班傑明·林德小型水力發電廠」（Benjamin Linder mini-central hydroelectric power plant）。
2001年，83至91年間居住在尼加拉瓜，並為ABC電台報導了桑地諾和反對派間戰事的記者瓊·克魯克維特撰寫出版了《班·林德之死》，敘述林德的生平、工作和死亡。  

## 延伸閱讀
- Héctor Perla, Jr., "Heirs of Sandino: The Nicaraguan Revolution and the U.S.-Nicaragua Solidarity Movement," Latin American Perspectives, vol. 36, no. 6 (Nov. 2009), pp. 80–100. In JSTOR （页面存档备份，存于）

### 文章
- Remembering Benjamin Linder （页面存档备份，存于） by Jeffrey McCrary
- The Death of a Dreamer, （页面存档备份，存于） from the Religious Task Force on Central America and Mexico
- Publisher's webpage for The Death of Ben Linder, by Joan Kruckewitt ISBN 1-58322-068-2
- The Death of Ben Linder （页面存档备份，存于） (excerpt)

### 影像檔案
- Ben Linder explains the functions of the small scale hydro-electric facility in El Cuá, Nicaragua requires RealAudio
- Photo gallery of Ben Linder as a unicyclist （页面存档备份，存于）
- Casa Ben Linder, is a meeting place and has served as an "incubator" for solidarity organizations in Nicaragua （页面存档备份，存于）
- Ben Linder info at Marc Becker's website （页面存档备份，存于）
- The Linder House Co-op at the University of Michigan. （页面存档备份，存于）
- Film by Jason Blalock.  Interviews with Ben Linder's American and Nicaraguan coworkers 20 years later
- El Payaso, obra de teatro de Emilio Rodríguez, dirigido por Georgina Escobar, presentado at Teatro Milagro, Portland Guía de estudio （页面存档备份，存于）
- El Payaso, by Emilio Rodríguez, directed by Georgina Escobar, at Teatro Milagro, Portland. English Press Release （页面存档备份，存于）